# Ernest H. Volwiler
Ernest H. Volwiler (* 22. August 1893 in Hamilton (Ohio); † 3. Oktober 1992) war ein US-amerikanischer Pharmakologe bei Abbott Laboratories, bekannt für die Entwicklung von Thiopental mit Donalee L. Tabern (1900–1974).
Volwiler studierte Chemie an der Miami University in Oxford, Ohio, (Bachelor-Abschluss 1914) und an der University of Illinois, an der er bei Roger Adams promoviert wurde. Er verbrachte seine ganze Karriere bei Abbott Laboratories und wurde 1950 dessen CEO und 1958 Vorstandsvorsitzender.
Er ist bekannt für die Entwicklung von zwei Blockbuster-Medikamenten, den Schlafmitteln Nembutal und Pentothal (Thiopental). Im Zweiten Weltkrieg sorgte er auch für die Kommerzialisierung von Sulfonamiden und Antibiotika (Penicillin) durch Abbott.
Er war als Philanthrop bekannt. Er erhielt zahlreiche Ehrendoktorate.
1955 erhielt er die IRI Medal, 1958 die Priestley-Medaille und 1960 die Goldmedaille des American Institute of Chemists.